# Магниевые руды
Магниевые руды — руды, служащие сырьём для промышленного извлечения магния, его оксида и прочих магнезиальных соединений.

## Минералы магния, имеющие промышленное значение
Более 100 минералов содержат в своем составе магний в существенном количестве, среди них имеются и породообразующие минералы. Неограниченные ресурсы магния представлены в составе эвапоритов, в растворённом виде в морской воде, поверхностных и подземных рассолах.
Основные минералы с высоким массовым содержанием магния:
- брусит — Mg(OH)2 (44,12 %),
- магнезит — MgCO3 (28,7 %),
- кизерит — MgSO4 • H2O (17,6 %),
- бишофит — MgCl2 • 6H2O (11,9 %),
- доломит — CaCO3·MgCO3 (13,1 %),
- эпсомит — MgSO4 • 7H2O (9,9 %),
- каинит — KCl • MgSO4 • 3H2O (9,8 %),
- карналлит — MgCl2 • KCl • 6H2O (8,7 %).

Из перечисленных непосредственно к магниевым рудам относят магнезитовые и бруситовые. В мономинеральных магнезитовых и бруситовых породах, содержащих незначительные примеси клиноэнстатита, форстерита и прочих минералов, все катионы, кроме собственно магния, присутствуют в малых количествах и являются вредными примесями. Магниевые руды делят на кристаллические и криптокристаллические (аморфные).
Бруситовые руды формируются посредством контактового метаморфизма на незначительной глубине магнезитов (мономинеральные бруситы) и доломитов (бруситовые мраморы). По сравнению с магнезитом брусит встречается гораздо реже, но при этом представляет собой более высококачественную руду. Добыча оксида магния может вестись попутно с добычей доломитов и бруситовых мраморов. Также при добыче талькового концентрата из талькомагнезитовых руд попутно можно извлекать магнезитовый концентрат.

## Месторождения и мировая добыча
Месторождения собственно магниевых руд подразделяются на три основных геолого-промышленных типа. Порядка 85 % запасов магниевых руд в мире составляют стратиформные залежи кристаллического или оталькованного магнезита в осадочных карбонатно-магнезиальных толщах. К таковым относятся Саткинские месторождения на Южном Урале, Савинское в Восточном Саяне, Удерейское на Енисейском кряже — в России; Ляонин в Китае; Заглеркогель в Австрии; Кочинца в Словакии и другие. Примерно 14 % приходится на два других типа. Первый из них — штокверковые и штокверково-жильные образования криптокристаллического магнезита в ультрабазитах, например Халиловское месторождение на Южном Урале в России. Также такие месторождения имеются в Греции, Турции, Италии, Индии. Второй — тела брусититов и бруситовых мраморов неправильной формы в толщах доломитов с линзами магнезитов возле контактов с интрузиями гранитоидов. К этому типу например относятся Кульдурское и другие месторождения на Дальнем Востоке России, Габбское в США, Покиондон в КНДР.
Также ограниченные запасы собственно магниевых руд представлены в виде стратиформных линзовидно-пластовых залежей криптокристаллического магнезита и гидромагнезита с прослоями мергелей, глин, песчаников и конгломератов озёрного происхождения. Примерами таких месторождений являются Реденсон на Кубе и Кунварари в Австралии.
Из эвапоритовых магниевых руд в основном возможна комплексная добыча калийных и магнезиальных удобрений, металлического магния, его оксида и ряда других соединений (хлористого магния, эпсомита и др.). В эвапоритах выделяют на магний-калий-хлоридным, магний-калий-хлоридно-сульфатным и магний-натрий-сульфатным классы. Первые два класса образуют морские эвапоритовые толщи, последний — контитентальные. Слои магниевых эвапоритов занимают площади от десятков до сотен квадратных км в большинстве соленосных бассейнах мира.
В 2000 году в мире собственно магниевых руд было добыто 15,7 млн тонн. Из них 80 % составил кристаллический магнезит, 20 % — криптокристаллический. К ведущим по добыче странам относятся: Китай (5 млн тонн), Россия (3,6), КНДР (1,8) и Турция (1), на них приходится примерно 3/4 мировой добычи. Обжиг природных магнезита и брусита даёт примерно 2/3 производимого в мире оксида магния, остальной объём добывается путём экстракции из морской воды, рассолов (подземных и поверхностных), разработки эвапоритов.